# Европско првенство у атлетици на отвореном 1938 — бацање кладива за мушкарце
Такмичење у бацању кладива у мушкој конкуренцији на 2. Европском првенству у атлетици 1938. одржано је 4. септембра на стадиону Коломб у Паризу.

## Земље учеснице
Учествовало је 8 такмичара из 5 земаља.
1. Немачка (2)
2. Финска (2)
3. Француска (2)
4. Швајцарска (1)
5. Шведска (1)

## Освајачи медаља
|                   |                    |                         |
| Карл Хајн Немачка | Ервин Блак Немачка | Оскар Малмбрант Шведска |

## Резултати

### Финале
| Пласман | Такмичарка      | Држава     | Време | Белешке |
| ------- | --------------- | ---------- | ----- | ------- |
|         | Карл Хајн       | Немачка    | 58,77 | РЕП     |
|         | Ервин Блак      | Немачка    | 57,34 |         |
|         | Оскар Малмбрант | Шведска    | 51,23 | ЛР      |
| 4.      | Геста Ханула    | Финска     | 49,84 | ЛР      |
| 5.      | Joseph Wirtz    | Француска  | 48,75 | ЛР      |
| 6.      | Силвијо Нидо    | Швајцарска | 46,68 | ЛР      |
| 7.      | Јуси Анталајнен | Финска     | 44,59 | ЛР      |
| 8.      | Робер Сен-Пе    | Француска  | 42,61 | ЛР      |

## Укупни биланс медаља у бацању кладива за мушкарце после 2. Европског првенства 1934—1938.
|    | Земља      | Злато | Сребро | Бронза | Укупно |
| -- | ---------- | ----- | ------ | ------ | ------ |
| 1. | Немачка    | 1     | 1      | 0      | 2      |
| 2. | Финска     | 1     | 0      | 0      | 1      |
| 3. | Италија    | 0     | 1      | 0      | 1      |
| 4. | Шведска    | 0     | 0      | 2      | 2      |
|    | Укупно {4} | 2     | 2      | 2      | 6      |

|                                       | Земља                                 | Злато                                 | Сребро                                | Бронза                                | Укупно                                |
| Није био вишеструких освајача медаља. | Није био вишеструких освајача медаља. | Није био вишеструких освајача медаља. | Није био вишеструких освајача медаља. | Није био вишеструких освајача медаља. | Није био вишеструких освајача медаља. |
| ------------------------------------- | ------------------------------------- | ------------------------------------- | ------------------------------------- | ------------------------------------- | ------------------------------------- |